# 扶轮螺属
扶轮螺属（學名：Stellaria）是綴殼螺科的一個大型海螺的屬，是一個海洋腹足綱軟體動物的成員。

## 型態描述
螺殼從中等至大型，其直徑去除黏附其上的東西後有65-128毫米，殼體高48-70毫米。

## 分佈

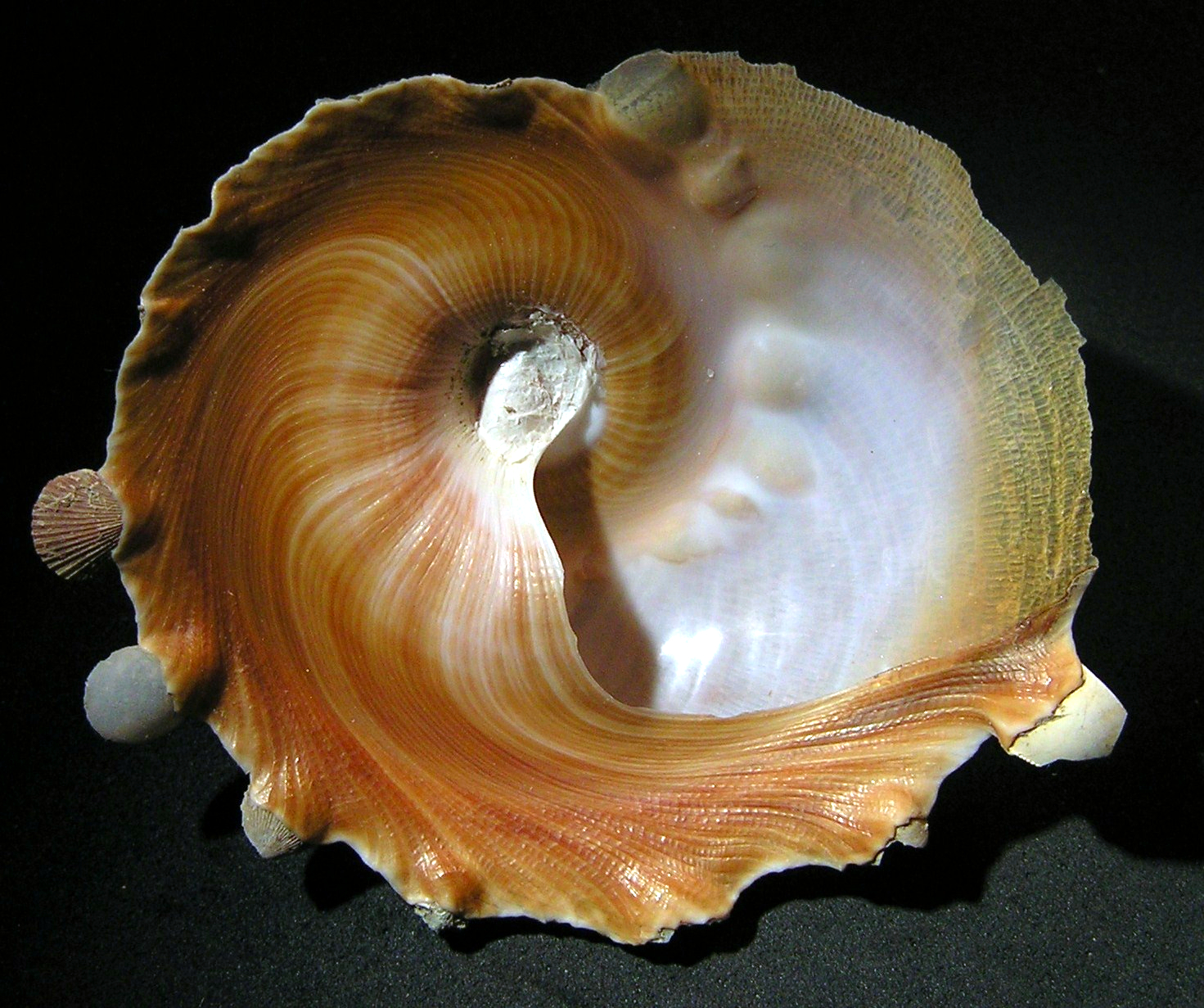
Stellaria chinensis

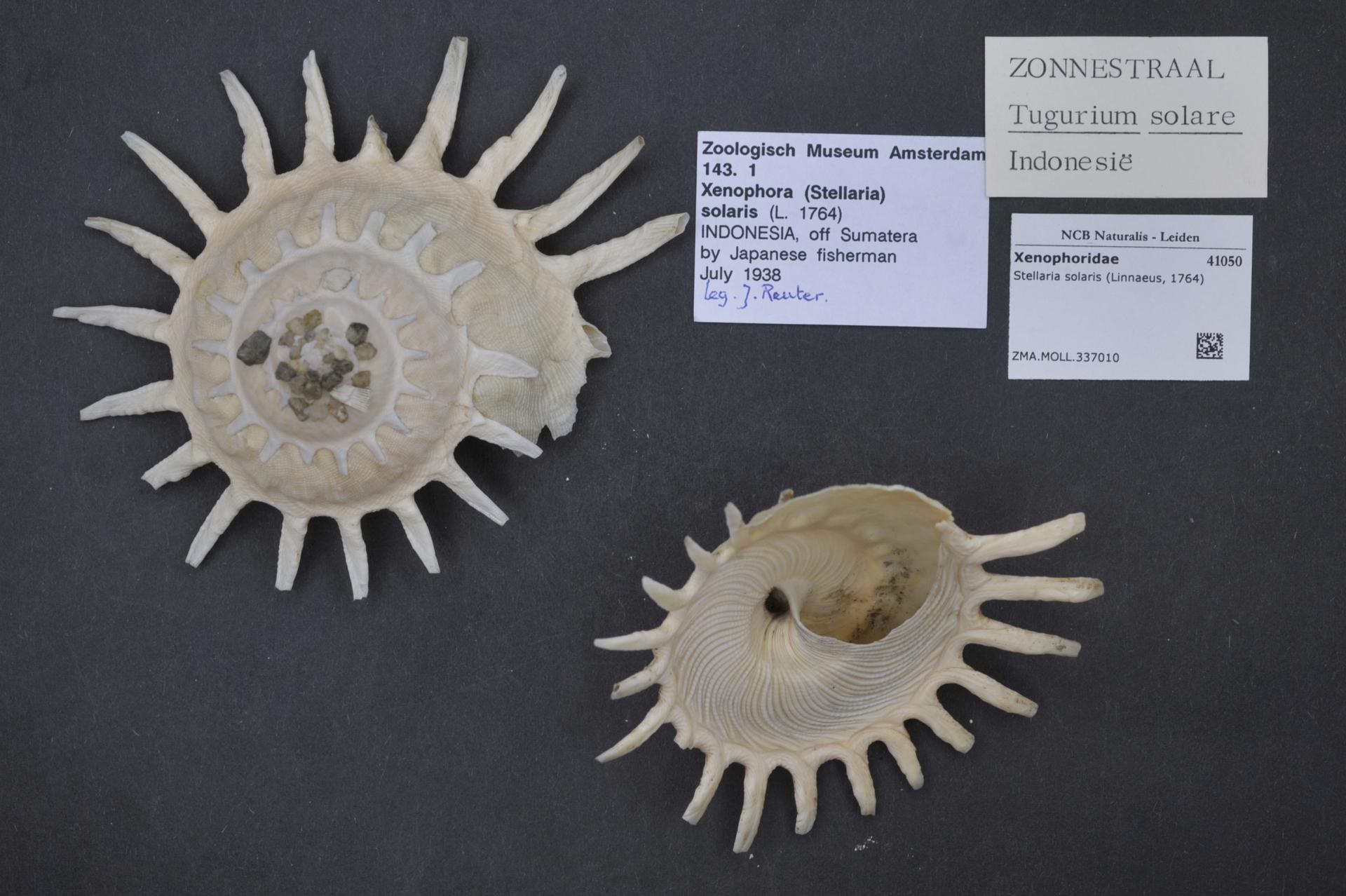
Stellaria solaris

主要分布于南海、东海。
栖息於潮下带或深海。

## 物種
截至2018年5月5日，WoRMS紀錄本屬包括以下五個物種：
- 中华衣笠螺 Stellaria chinensis (Philippi, 1841)[4][5][6][9]
- 大缀壳螺 Stellaria gigantea (Schepman, 1909)[8][10]
- Stellaria lamberti (Souverbie, 1871)[11]
- 扶轮螺 Stellaria solaris (Linnaeus, 1764)[7][12]：模式屬
- Stellaria testigera (Bronn, 1831)[13]
  - Stellaria testigera digitata von Martens, 1878
  - Stellaria testigera profunda Ponder, 1983